# AskMen
AskMen est un portail web de presse masculine gratuite.
Il existe 11 éditions en 7 langues (Australie, Canada, britannique, américaine, Amérique latine, Benelux, Portugal, Grèce, Israël, Inde, Turquie, ...)

## Historique
AskMen est fondé en août 1999 par Ricardo Poupada, Christopher Bellerose Rovny et Luís Rodrigues, tous trois diplômés de l'école de Business de John Molson de l'Université Concordia à Montréal. En 2005, AskMen est acquis par IGN.